# Biomonitoring
Biomonitoring, monitoring biologiczny, monitoring przyrodniczy – działania polegające na obserwowaniu i ocenie stanu oraz zachodzących zmian w ekosystemach, składnikach różnorodności biologicznej i krajobrazowej, w tym typach siedlisk przyrodniczych, populacjach i gatunkach, a także służące ocenie skuteczności stosowanych metod ochrony przyrody. W szerszym znaczeniu biomonitoring określany jest jako działania służące ocenie stanu środowiska za pomocą bioidentyfikatorów. W takim ujęciu monitoring biologiczny ma na celu nie tylko ocenę stanu środowiska przyrodniczego (organizmów żywych i ekosystemów), ale też innych parametrów środowiska, w szczególności stopnia zanieczyszczenia powietrza i wód.
W związku z wdrażaniem przez różne społeczeństwa działań w zakresie ochrony zasobów naturalnych i różnorodności biologicznej, informacja o stanie środowiska jest niezbędna dla formułowania odpowiednich celów i zadań do realizacji. Monitoring przyrodniczy jest w związku z tym nieodzownym składnikiem wszelkiego rodzaju przedsięwzięć w zakresie ochrony i gospodarowania zasobami naturalnymi. Monitoring skutków oddziaływania zagrożeń i rezultatów zarządzania obszarami poddanymi ochronie jest zasadniczym elementem jakiegokolwiek planu zarządzania takich obszarów. Jego realizację wymuszają przepisy prawne krajowe i w warunkach europejskich także unijne. Biomonitoring jest wykorzystywany w szerokim zakresie w wielu krajach zachodniej Europy i w USA, w Polsce jego znaczenie i zakres stosowania wyraźnie wzrósł po wejściu do Unii Europejskiej.

## Monitoring przyrodniczy na świecie
Postulat rozwoju monitoringu przyrodniczego znalazł się w Konwencji o różnorodności biologicznej z 1992 roku z Rio de Janeiro. Konwencja zachęca państwa będące jej stroną do monitorowania elementów różnorodności biologicznej, ze szczególnym uwzględnieniem jej najbardziej zagrożonych składników oraz stanowiących największą potencjalną wartość dla zrównoważonego użytkowania. Konwencja zachęca do monitorowania skutków procesów i działań, które mają lub mogą mieć znaczny, negatywny wpływ na ochronę i zrównoważone użytkowanie różnorodności biologicznej oraz do gromadzenia i opracowania wyników identyfikacji i monitoringu. Zgodnie z konwencją monitoring przyrodniczy powinien objąć wszystkie poziomy bioróżnorodności: od ekosystemów, poprzez poziom gatunkowy do różnorodności genetycznej.
Z ramienia ONZ jednostką zajmującą się monitorowaniem stanu środowiska przyrodniczego w skali świata jest Centrum Monitoringu Ochrony Środowiska (World Conservation Monitoring Centre). Instytucja ta gromadzi, analizuje i publikuje informacje o wskaźnikach i zmianach stanu różnorodności biologicznej, zarówno na poziomie globalnym, jak i regionalnym.
W Unii Europejskiej monitoring przyrodniczy prowadzony jest w szerokim zakresie w związku z wdrażaniem sieci Natura 2000. Kraje członkowskie zobowiązane są do prowadzenia monitoringu (dosłownie "nadzoru") stanu zachowania siedlisk przyrodniczych i gatunków wymienionych w załącznikach do dyrektywy siedliskowej oraz do składania sprawozdań z wyników tego monitoringu  co 6 lat.

## Monitoring przyrodniczy w Polsce
W Polsce monitoring przyrodniczy realizowany jest w ramach państwowego monitoringu środowiska przez Państwową Inspekcję Ochrony Środowiska. W obszarach poddanych ochronie prawnej jest zadaniem instytucji nimi zarządzających (realizujących plany ochrony). Monitoring przyrodniczy może być też wprowadzony w procedurze oceny oddziaływania przedsięwzięcia na środowisko.

### Monitoring przyrodniczy w sieci Natura 2000
Przedmioty ochrony w sieci Natura 2000 stanowią istotny przedmiot państwowego monitoringu środowiska. Jednak w zakresie monitoringu realizowanego przez PIOŚ nie w każdym obszarze Natura 2000 monitoring jest prowadzony, a tam gdzie jest prowadzony – dotyczy on wybranych siedlisk i gatunków (z reguły nielicznych w skali przedmiotów ochrony danego obszaru). Tymczasem zgodnie z ustawą o ochronie przyrody w każdym obszarze Natura 2000 powinien być prowadzony monitoring siedlisk przyrodniczych i gatunków będących przedmiotami ochrony. Elementem każdego bowiem planu ochrony lub planu zadań ochronnych musi być określenie sposobów ich monitoringu.
Poza możliwością wykorzystania wyników monitoringu przyrodniczego prowadzonego w obszarach Natura 2000 do sprawozdawania Komisji Europejskiej o stanie siedlisk przyrodniczych i gatunków, jego wyniki są podstawą dla wnioskowania o zgodę Komisji Europejskiej na zmianę granic lub zlikwidowanie obszaru Natura 2000.

### Monitoring przyrodniczy w pozostałych formach ochrony przyrody
Zaplanowanie zasad monitoringu przyrodniczego badającego skuteczność ochrony jest zadaniem każdego planu ochrony parku narodowego, rezerwatu przyrody i parku krajobrazowego. Do sposobów ochrony wszelkich obszarów poddanych ochronie ścisłej, częściowej lub krajobrazowej należy monitorowanie i eliminacja lub ograniczanie zagrożeń antropogenicznych.

### Monitoring przyrodniczy a oceny oddziaływania na środowisko
Zgodnie z ustawą z dnia 3 października 2008 r. o udostępnianiu informacji o środowisku i jego ochronie, udziale społeczeństwa w ochronie środowiska oraz o ocenach oddziaływania na środowisko raport o oddziaływaniu przedsięwzięcia na środowisko powinien zawierać m.in. przedstawienie propozycji monitoringu oddziaływania planowanego przedsięwzięcia na etapie jego budowy i eksploatacji lub użytkowania, w szczególności na cele i przedmiot ochrony obszaru Natura 2000 oraz integralność tego obszaru. Wymagany zakres raportu ostatecznie określa się w ramach oceny oddziaływania na środowisko. Ze względu na specyfikę przedmiotów ochrony w sieci Natura 2000 istotnym elementem oceny oddziaływania staje się zatem monitoring przyrodniczy.
Poza tym w przypadku strategicznej oceny oddziaływania na środowisko monitoring skutków jej realizacji prowadzi organ opracowujący projekt tego dokumentu (w zakresie szerszym niż dotyczącym tylko oddziaływania na środowisko przyrodnicze).

### Biologiczny monitoring rzek
Na potrzeby biologicznego monitoringu rzek w Polsce – zgodnie z Ramową Dyrektywą Wodną Unii Europejskiej – w 2004 roku wprowadzono polski indeks biotyczny (skrót BMWP-PL), uwzględniający makrozoobentos. Wcześniej opierano się głównie na indeksie saprobów. Polski Indeks biotyczny wzorowany był na indeksie brytyjskim (BMWP Biological Minitoring Working Party). Monitoring wód prowadzą w Polsce Wojewódzkie Inspektoraty Ochrony Środowiska (WIOŚ).